# Józef II (koptyjski patriarcha Aleksandrii)
Józef II Yusab II (zm. 14 listopada 1956) – 91. patriarcha Kościoła koptyjskiego w latach 1946–1956.